# فرويدنبرغ (بادن)
فرويدنبرغ (بالألمانية: Freudenberg (Baden)) هي بلدة وبلدة ألمانية تقع في ألمانيا في Main-Tauber-Kreis. يقدر عدد سكانها بـ 3,982 نسمة .

## المدن التوأمة
مدينة Saint-Arnoult-en-Yvelines هي مدينة توأمة لـفرويدنبرغ (بادن).